# Åsmund Løvik
Åsmund Romstad Løvik, né le 1er mai 1989 à Jar (no), est un coureur cycliste norvégien.

## Palmarès et résultats

### Palmarès par année
- 2015
  - Classement général du Roserittet DNV GP
- 2016
  - 2e étape du Roserittet DNV GP
  - 2e du Roserittet DNV GP
  - 3e du Sundvolden GP
- 2017
  - Sandefjord GP
  - 2e du Tour international de Rhodes

### Classements mondiaux
| Année           | 2016 | 2017 |
| --------------- | ---- | ---- |
| UCI Europe Tour | 803e | 746e |